# Stuart Webster
Stuart Webster är en amerikansk-irländsk youtuber som blivit känd som personen bakom kanalen OverSimplified. OverSimplified är en utbildningskanal med fokus på historia. Videorna är utformarde som kortfilmer med enklare animationer som behandlar olika historiska ämnen såsom de puniska krigen, napoleonkrigen och förbudstiden. 2025 hade kanalen 33 videor, 8,85 miljoner prenumeranter och 1 230 316 144 visningar.